# 巨長吻鰩
巨長吻鰩，又稱巨鳐（学名：Dipturus gigas）为軟骨魚綱鰩目鳐科長吻鳐属的鱼类。分布于日本以及东海等海域，深度300至1000公尺，體長可達186公分，棲息在大陸棚及大陸坡上層沙泥底質海域，為底棲性魚類，肉食性，以無脊椎動物與硬骨魚類為食，卵生，卵囊為長方形，具有硬角質的角。该物种的模式产地在日本爱知縣。